# Karl Mayer Betriebskrankenkasse
Die Karl Mayer Betriebskrankenkasse (Eigenschreibweise KARL MAYER Betriebskrankenkasse, kurz Karl Mayer BKK, auch BKK Karl Mayer) ist eine geschlossene Betriebskrankenkasse mit Sitz in Obertshausen. Ein Beitritt ist für Mitarbeiter und ehemalige Mitarbeiter der Karl Mayer Gruppe sowie deren Familienangehörige möglich.

## Beitragssätze
Seit 1. Januar 2009 werden die Beitragssätze vom Gesetzgeber einheitlich vorgegeben. Seit 1. September 2023 betrug der Zusatzbeitrag 2,5 %, zum 1. Januar 2024 wurde dieser auf 2,3 Prozent abgesenkt.
Dieser Trend kehrte sich im Kalenderjahr 2025 jedoch wieder um. Zum 1. Januar 2025 erfolgte eine Erhöhung des Zusatzbeitrags auf 2,9 Prozent, sowie eine weitere am 1. Juli 2025 auf 3,39 Prozent.

## Geschichte
Die Karl Mayer Betriebskrankenkasse wurde 1960 gegründet.